# Springbrook, Queensland
Springbrook är en ort i Australien. Den ligger i kommunen Gold Coast och delstaten Queensland, omkring 84 kilometer söder om delstatshuvudstaden Brisbane.
Närmaste större samhälle är Varsity Lakes, omkring 19 kilometer nordost om Springbrook. 